# One Voice (альбом)
One Voice — дебютный студийный альбом американского исполнителя музыки в стиле кантри Билли Гилмана. Выпущен в 2000 году и скоро стал дважды платиновым. Альбом вошёл в первую десятку Hot Country Songs — американского хит-парада лучших альбомов в стиле кантри. С одноимённым синглом «One Voice» 12-летний Билли стал самым юным лауреатом престижной американской премии American Music Awards за всю её историю.

## Список композиций
1. «Little Things» (Bobby Goldsboro) (2:25)
2. «I Think She Likes Me» (B. Regan/George Teren) (3:07)
3. «What’s Forever For» (Rafe Van Hoy) (3:27)
4. «One Voice» (Don Cook/David Malloy) (4:10)
5. «Spend Another Night» (Ewing/Malloy) (3:46)
6. «Little Bitty Pretty One» {Robert Byrd) (2:32)
7. «The Snake Song» (Bobby Braddock) (3:12)
8. «I Wanna Get To Ya» (Baker/Myers/Malloy) (3:37)
9. «Oklahoma» (Allen/Williams) (4:04)
10. «There’s A Hero» (Cook/Jarvis) (3:26)
11. «'Til I Can Make It On My Own» (Бонус-трек) (George Richey/Billy Sherrill/Tammy Wynette (3:10)

## Позиции в чартах
| Чарт (2000)                                 | Позиция |
| ------------------------------------------- | ------- |
| Canadian Albums (Nielsen SoundScan)         | 195     |
| US Billboard 200                            | 115     |
| US Top Country Albums (Billboard)           | 14      |
| Чарт (2001)                                 | Позиция |
| Canadian Country Albums (Nielsen SoundScan) | 39      |
| US Billboard 200                            | 122     |
| US Top Country Albums (Billboard)           | 10      |